# 濑湍站
濑湍站，位于中华人民共和国广西壮族自治区崇左市江州区濑湍镇，是湘桂铁路上的火车站，建于1952年，由南宁铁路局管辖。。

## 車站周邊
- 中国电信濑湍营业厅
- 中国移动濑湍营业厅
- 广西崇左桂南农村商业银行濑湍支行

## 歷史
- 建于1952年。

## 外部連結
- 中国铁路客户服务中心 （页面存档备份，存于）